# Pánov (přírodní památka)
Přírodní památka Pánov se nachází v prostoru bývalého vojenského cvičiště na východním okraji lesního borového komplexu Dúbrava severovýchodně od města Hodonín. Předmětem ochrany jsou rozsáhlé plochy pískomilné vegetace se zastoupením dvou evropsky významných stanovišť a to panonských písčitých stepí a stanovišť otevřených trávníků kontinentálních dun s paličkovcem a psinečkem. Chráněn je zde taktéž přástevník kostivalový (Callimorpha quadripunctaria). Přírodní památka je zároveň součástí rozlehlé evropsky významné lokality Hodonínská doubrava. Z kriticky ohrožených druhů rostlin a živočichů se zde vyskytují ostřice úzkolistá (Carex stenophylla), kolenec pětimužný (Spergula pentandra), kavyl písečný (Stipa borysthenica) a kudlanka nábožná (Mantis religiosa).